# ISA - Industria Servizi Agroalimentari
Die ISA S.p.A. – Industria Servizi Agroalimentari ist ein italienischer Großhändler. Kerngeschäft des in Villacidro ansässigen Unternehmens bildet die Belieferung des Einzelhandels in der Region Sardinien mit Lebensmitteln und Non-Food-Produkten für den Privatkonsum. Darüber hinaus erbringt das Unternehmen für die ihr angeschlossenen Partner auch zentralisierte Dienstleistungen. ISA verfügt zudem über eine eigene Einzelhandelskette sowie verschiedene Produktionsbetriebe. Insgesamt betreibt die ISA Gruppe 53 eigene sowie 400 angeschlossene Läden und erwirtschaftete 2006 einen Umsatz von 227 Millionen Euro.
Die ISA Gruppe ging aus der Zusammenführung der mit den Jahren von Giovanni Muscas geführten Aktivitäten hervor. Muscas begann Mitte der 1960er Jahre mit dem Weiterverkauf von Früchte und Gemüse. Anfang der 1980er Jahre dehnte er seine Geschäftstätigkeit mit dem Bau eines Vertriebs- und Warenlagers auf den Großhandel aus. Mit der Übernahme der Industria Sarda Agroalimentari s.r.l., die 1992 in die Aktiengesellschaft ISA S.p.A. – Industria Servizi Agroalimentari umbenannt wurde, erfuhren seine Aktivitäten einen markanten Wachstumsschub. Zwischen 1999 und 2002 übernahm Muscas mehrere Produktionsbetriebe der Nahrungsmittelbranche. Mittlerweile umfasst die Unternehmensgruppe insgesamt 19 Gesellschaften.